# De Zeven Provinciën (1665)
De Zeven Provinciën (dosłownie: Siedem Prowincji) – holenderski XVII-wieczny okręt liniowy, okręt flagowy admirała Michiela de Ruytera podczas II i III wojny angielsko-holenderskiej.
"De Zeven Provinciën" budowano w latach 1664–1665 w Rotterdamie dla Admiralicji Mass (zwanej inaczej Admiralicją Rotterdamu) przez mistrza Salomona Jansza van den Tempela. Był jednym z niewielu ówczesnych holenderskich trójpokładowców. Na jego trzech masztach i bukszprycie znajdowało się dziesięć żagli, z tego na pierwszych dwóch po trzy żagle rejowe, na stermaszcie żagiel rejowy i łaciński, oraz z przodu żagiel pod- i nadbukszprytowy. Jego pawęż była typowo holenderska – miała kształt amfory, który nadawały jej półkoliste, bogato zdobione galerie na krawędziach dolnej części rufy. W części górnej umieszczona była wielka czerwona tarcza z herbem przedstawiającym dwa lwy, wokół której widniały rzeźby, a nad nią pięć dużych latarni. Początkowo wyposażony był w 80 dział – dwanaście 36- i szesnaście 24-funtowych na pokładzie dolnym, czternaście 18- i dwanaście 12-funtowych na pokładzie górnym oraz dwadzieścia sześć 6-funtowych na kubryku, ćwierćpokładziu i pokładzie rufowym. W trakcie III wojny angielsko-holenderskiej został przezbrojony i odtąd posiadał trzydzieści dział 42-funtowych, trzydzieści dział 24-funtowych, dwadzieścia dział 12-funtowych i dwadzieścia dział 3-, 6- i 9-funtowych. Po raz ostatni przezbrojono go w trakcie wojny Francji z Ligą Augsburską, kiedy liczbę dział zmniejszono do 76.

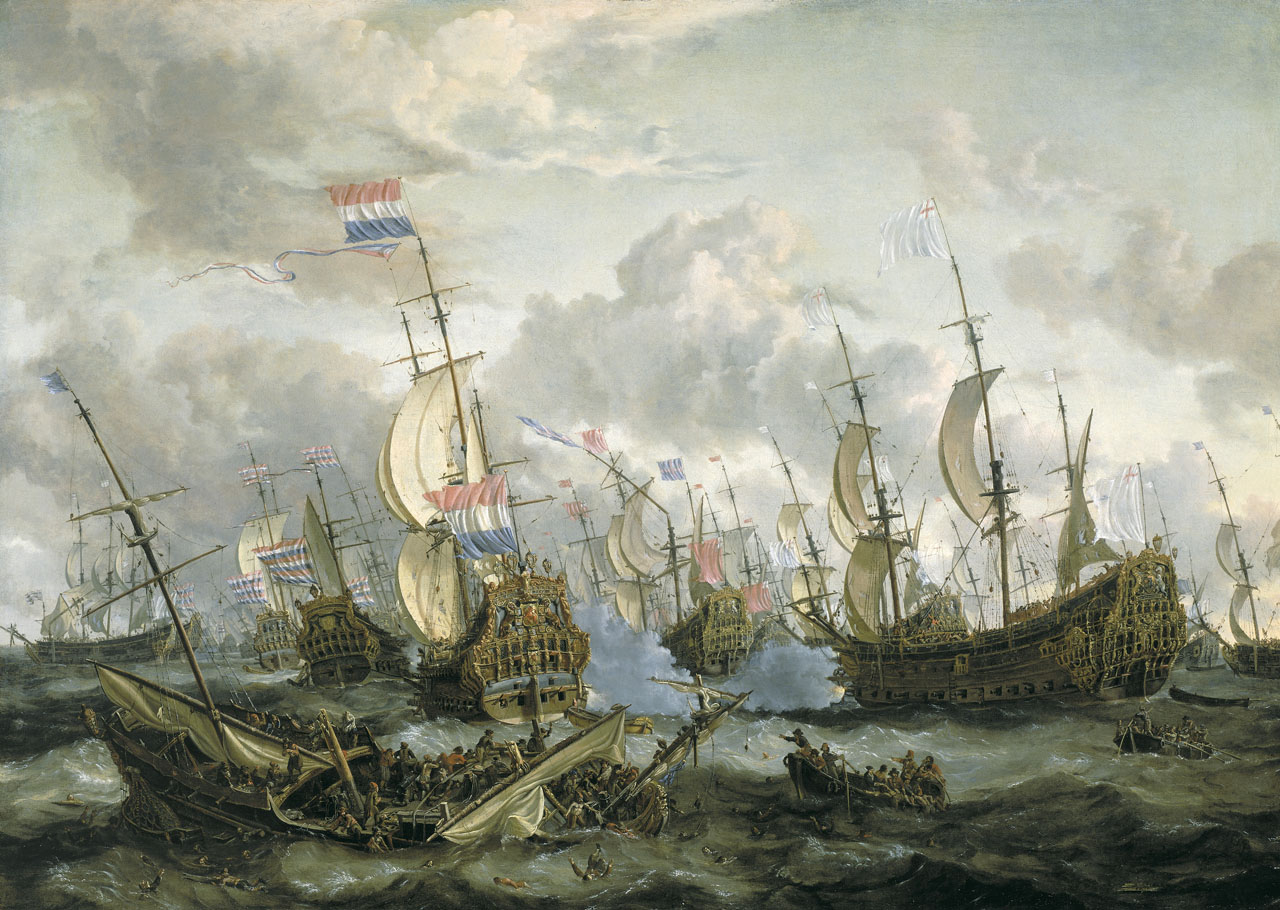
De Zeven Provinciën w trakcie bitwy czterodniowej, obraz Abrahama Storcka

"De Zeven Provinciën" służył jako okręt flagowy admirała Michiela de Ruytera podczas II i III wojny angielsko-holenderskiej. W trakcie pierwszej z nich wziął udział w bitwie czterodniowej, bitwie pod North Foreland i rajdzie na Medway. W trakcie drugiej walczył pod Solebay, Schooneveld i Texel. Wielokrotnie znajdował się w samym centrum walki, został ciężko uszkodzony w trakcie bitwy czterodniowej, wyróżnił się także pod Solebay i Texel. W roku 1692 walczył w bitwie pod La Hogue, podczas której został tak bardzo zniszczony, że ostatecznie w roku 1694 zdecydowano się go  rozebrać.